# Wikispecies
Wikispecies este un wikiproiect online al Wikimedia Foundation, care își propune să creeze un catalog de specii liber și comprehensiv. Wikispecies este disponibil sub licențele GNU Free Documentation License și CC-BY-SA 3.0.
Proiectul a fost lansat pe 14 septembrie 2004.